# Barendrecht

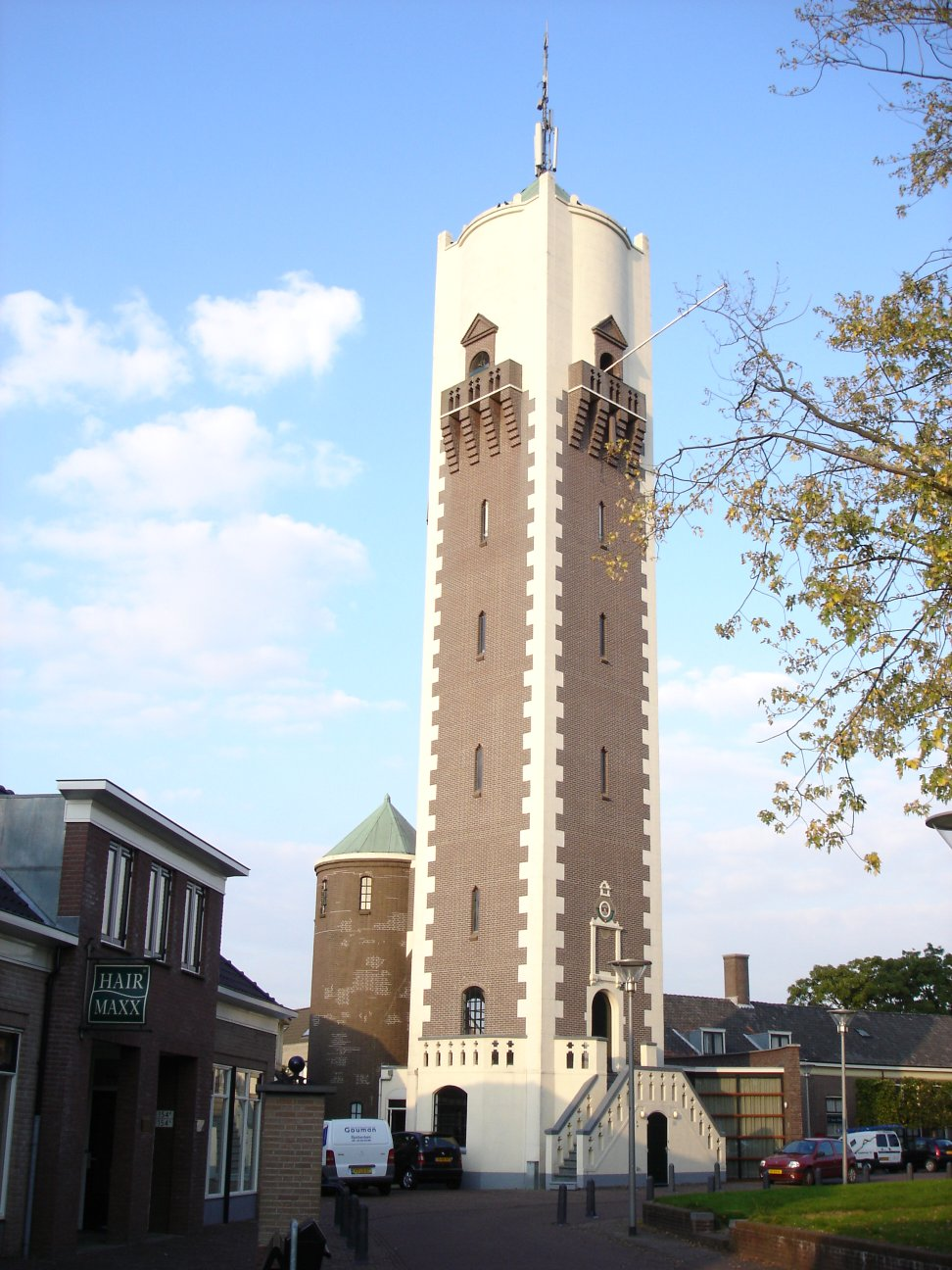
Vattentornet i Barendrecht.

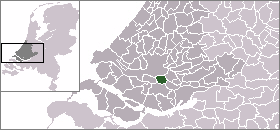
Barendrechts läge.

Barendrecht är en kommun i provinsen Zuid-Holland i Nederländerna. Kommunens totala area är 21,72 km² (där 1,45 km² är vatten) och invånarantalet är på 41 248 invånare (2006).